# 독 마틴 (야구인)
해럴드 윈스럽 마틴(Harold Winthrop Martin, 1887년 9월 23일 ~ 1935년 4월 14일)은 미국의 전 프로 야구 선수로, 1900년대 후반과 1910년대 초반에 메이저 리그 베이스볼 (MLB)에서 투수로 활약하였다. 3시즌 동안 필라델피아 애슬레틱스에서 뛰었다. 통산 14경기에 출전해 44⅓이닝을 던지며 1승 2패, 1완투, 5.48의 평균자책점을 기록하였다.